# Cryptocanthon medinae
Cryptocanthon medinae är en skalbaggsart som beskrevs av Cook 2002. Cryptocanthon medinae ingår i släktet Cryptocanthon och familjen bladhorningar. Inga underarter finns listade i Catalogue of Life.